# Источна пустиња
Источна пустиња налази се на источном ободу Сахаре и протеже се од главног града Египта — Каира, преко Судана до Етиопије. Захават површину од 222.000 km². Обухвата простор између десне обале реке Нил и леве обале Црвеног мора. Према типу подлоге спада у песковите пустиње.